# 1074
1074. је била проста година.

## Догађаји
- 9. март — Борећи се против кршења целибата, папа Гргур VII наредио екскомуникацију свих ожењених римокатоличких свештеника.
- 14. март — Битка код Мођорода — угарски краљ Шаламон је поражен од Гезе и Ласла.
- Словенски устанак у Поморављу (1072—1074) Слом Устанка, Константин Бодин се враћа у Зету и постаје савладар свом оцу Михаилу I Војислављевићу.

- Едгар Етелинг се предаје Вилијаму Освајачу.
- 2. фебруар — Вође саксонске побуне склопиле су мир са Хајнрихом IV.
- Устанак у Келну. Надбискуп Ано II је био приморан да побегне из града да би спасао живот.
- У Византији, Русел де Бејл, командант плаћеничког одреда, побунио се против цара Михаила Дуке.
- Омар Хајам је позван да служи на краљевском двору, моћном султану Малику Шаху у граду Исфахану.
- Хајнрих IV, искористивши неслогу између краља и папе, подигао је побуну у Саксонији уз помоћ племства.
- Протерани из Кијева од стране своје браће, кнез Изјаслав Јарославич био је на двору Хајнриха IV, који му је одбио дати војну помоћ.
- Изјаслав I Јарославич је поново тражио подршку од пољског краља Болеслава II, који је одбио подршку 1073. године, а 1074. године је спалио Брест као подршку, а крајем 1074. - почетком 1075. године склопили су савез са кнезом Свјатославом Јарославичем.
- Свјатослав Јарославич је посетио игумана Кијевско-Печерског манастира, који је умирао, а који му је завештао бригу о братији и новом игуману Стефану. Током ове посете, основао је цркву Успења Пресвете Богородице у манастиру.
- Владимир Всеволодович Мономах је послат да обнови град Брестје, који су Пољаци спалили.
- Женидба Јарополка Изјаславича са Кинигундом, ћерком Отона I од Вајмара, маркгрофа од Мајсена.

## Смрти
- Википедија:Непознат датум — Преподобни Теодосије Кијево-Печерски - хришћански светитељ

- Свен II Дански